# Institut universitaire de technologie d'Angers-Cholet
 (décembre 2022).
L’Institut universitaire de technologie d'Angers-Cholet est un institut universitaire de technologie français composante de l'Université d'Angers.

## Présentation

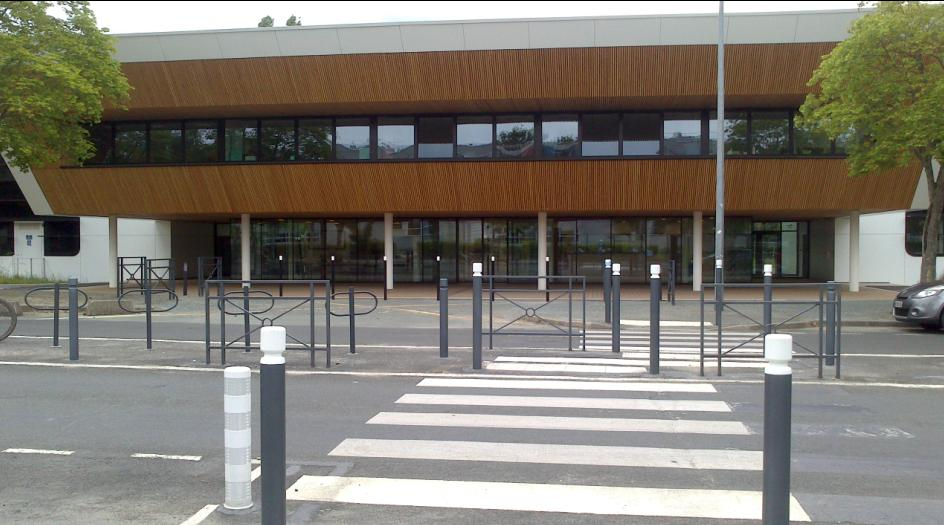
IUT Angers-Cholet, Campus Belle-Beille.

Créé en 1966, l’Institut Universitaire de Technologie d’Angers-Cholet est l’un des premiers IUT de France.
Composante de l’Université d’Angers, il forme plus de 1 950 étudiants et alternants chaque année[source insuffisante] et est réparti sur deux campus situés à Angers et à Cholet.
En 2021, il remporte la première place des IUT en réussite de diplôme. Il est classé en 2022 par l'Étudiant à la seconde place des meilleurs IUT de France derrière l'institut universitaire de technologie de Bordeaux-Montaigne.
Il est dirigé par Patrice Mangeard depuis 2019.
L’IUT est organisé en 7 départements, dont 4 situés sur le campus de Belle-Beille à Angers : Génie Biologique (GB), Génie Electrique et Informatique Industrielle (GEII), Gestion des Entreprises et des Administrations (GEA), et enfin Techniques de Commercialisation (TC). Le département Génie Mécanique et Productique (GMP) est, quant à lui, installé dans les locaux des Arts et Métiers (centre-ville d’Angers) et ceux de Carrières Sociales (CS) et Gestion administrative et commerciale des organisations (GACO) sur le campus universitaire de Cholet.

## Formations
L'Institut Universitaire de Technologie (IUT) Angers-Cholet propose une offre de formation diversifiée, conçue pour répondre aux besoins du marché du travail et aux aspirations des étudiants. L'IUT est réparti sur deux campus mais comprend trois sites : Belle-Beille, ENSAM (École Nationale Supérieure des Arts et Métiers), et Cholet.
Les formations proposées 
- Bachelor Universitaire de Technologie (BUT) : Le BUT, mis en place depuis la réforme des Instituts Universitaires de Technologie en 2021, est un diplôme délivrant le grade licence (Bac +3). Ce parcours combine théorie et pratique, avec une forte dimension professionnalisante grâce à l’alternance et aux stages en entreprise. Certaines spécialisations sont accessibles dès la 1re année, permettant aux étudiants de se concentrer rapidement sur un domaine précis.
- Préparation aux diplômes : L'IUT prépare également au Diplôme de Comptabilité et de Gestion  et au Diplôme Supérieur de Comptabilité et de Gestion,
- Licence professionnelle : L'IUT propose également des licences professionnelles, diplômes d'un an (niveau Bac +3) conçus pour répondre directement aux besoins des entreprises.

### Campus d’Angers, site de Belle-Beille

#### 1 Génie Biologique
Le BUT Génie Biologique est une formation professionnalisante en trois ans, conçue pour favoriser une insertion rapide dans la vie active. Cependant, il ouvre également de nombreuses possibilités de poursuite d’études, notamment vers des écoles d’ingénieurs, des masters ou d'autres formations spécialisées.
Trois parcours sont accessibles dès la première année à l’IUT Angers-Cholet :
- Sciences de l’aliment et biotechnologie
- Agronomie
- Biologie médicale et biotechnologie.

#### 2 Génie Électrique et Informatique Industrielle
Le département GEII forme des techniciens supérieurs dans le domaine de l'électronique, des automatismes, des réseaux intelligents, des objets connectés, de la maîtrise de l’énergie, et des énergies renouvelables. Mes étudiants acquièrent les compétences techniques et les savoir-faire pour concevoir, développer, mettre en œuvre et maintenir des systèmes informatiques industriels, électroniques embarqués, électriques et énergétiques, automatisés et communicants (aspects matériels et logiciels)

#### 3 Gestion des Entreprises et des Administrations
Le B.U.T. Gestion des Entreprises et des Administrations est un diplôme universitaire préparé en 3 ans de grade licence. GEA est une formation sélective accessible aux bacs généraux et technologiques. C’est un cursus universitaire et professionnel répondant à un programme national. Cette formation de qualité, reconnue par le monde professionnel, englobe la plupart des domaines de la gestion.

#### 4 Techniques de Commercialisation
Le Bachelor Universitaire de technologie (B.U.T.) Techniques de Commercialisation ouvre aux bacheliers un horizon à BAC+3 vers les métiers du commerce, du marketing, de la communication. En six semestres, le B.U.T. TC forme de futurs cadres intermédiaires capables de s’adapter, d’évoluer et d’innover dans toutes les étapes de la commercialisation d’un bien ou d’un service : de l’étude de marché à la vente en passant par la stratégie marketing, la communication commerciale, la négociation et la relation client.
Spécialisations proposées :
• Marketing digital
• Négociation et relation client
• Commerce international
• Entrepreneuriat et management commercial

#### Licence Professionnelle Commerce et Distribution
Parcours : Distrisup Management
Ce parcours est destiné à la formation de futurs cadres spécialisés dans le secteur de la grande distribution. Les étudiants y acquièrent des compétences en gestion, management d’équipe et pilotage de points de vente. Cette licence s’appuie sur des partenariats solides avec de grandes enseignes, offrant aux étudiants des opportunités de stages et d’apprentissage en entreprise pour une insertion professionnelle rapide.

### Campus d’Angers, site de l'École Nationale Supérieure d’Arts et Métiers[7]

#### 5 Génie Mécanique et Productique
Le B.U.T. Génie Mécanique et Productique permet d’acquérir en 3 ans les compétences nécessaires en conception et industrialisation de systèmes mécaniques permettant de s’insérer dans de nombreux secteurs industriels tels que l’aéronautique ou l’automobile. Ces domaines font appel à de nombreux logiciels afin de concevoir, d’élaborer et de valider des solutions technologiques à caractère innovant. Depuis 2015, le département GMP a intégré le Campus Arts et Métiers ParisTech d’Angers.

### Campus de Cholet

#### 6 Carrières Sociales
Ce département prépare les étudiants aux métiers du secteur social, tels que coordinateur de projet, éducateur spécialisé ou intervenant social.
 Spécialisations proposées :
• Animation Sociale et Socioculturelle
• Assistance Sociale

#### 7 Gestion Administrative et Commerciale des Organisations
Dispensé sur le campus de la ville de Cholet, le B.U.T. GACO délivre aux étudiants des enseignements dans les domaines de la gestion, de la comptabilité, du commerce, de la vente, mais aussi du marketing, du management, de la communication et des ressources humaines. Il propose également une ouverture sur la création d’entreprise et l’entrepreneuriat responsable
Spécialisations proposées :
• Entrepreneuriat
•Marketing et Management des Organisations

#### Licence Professionnelle Management et Gestion des Organisations
Parcours : Management des PME-PMI
Cette licence s’adresse aux candidats en alternance et également en formation initiale. Cette formation est une licence professionnelle en Droit, économie, gestion. Elle permet à l’étudiant d’appréhender les grandes fonctions de l’entreprise : la fonction administrative et management des ressources humaines et à l’international, les fonctions comptables, financières, fiscales et la fonction commerciale. Cette formation vise principalement l’insertion professionnelle en formant l’adjoint.e de direction du dirigeant de PME/ PMI. Celle-ci ou celui-ci sera capable d’accompagner la prise de décision du dirigeant, de rechercher et de garantir l’information pertinente et de mobiliser une équipe autour d’un projet.

#### Licence Professionnelle Gestion et Conception de Projets Industriels
Dispensée sur le campus de la ville de Cholet, cette formation de niveau 6 est spécialisée dans l’apport des connaissances scientifiques, techniques et particulièrement en méthodologie de gestion et conception de projets dans les secteurs de l’industrie. Elle associe un lien direct entre ces deux actions propres au développement de projets et donne des compétences générales. Les diplômés de la licence « Gestion et Conception de Projets Industriels » seront des techniciens supérieurs capables d’initialiser, de préparer, de planifier, de réaliser et piloter un projet industriel que ce soit en bureau d’études, en bureaux des méthodes, sur des problématiques d’organisation et de gestion de la production, de la maintenance.

#### Conclusion
L’IUT Angers-Cholet propose plusieurs modes de formation pour s’adapter aux besoins des étudiants et des professionnels :
• La formation initiale, destinée aux étudiants suivant un parcours universitaire classique, offre un cadre pédagogique structuré.
• L’alternance, qui combine enseignement académique et expérience professionnelle, grâce à des contrats d’apprentissage ou de professionnalisation, favorise une intégration progressive dans le milieu du travail.
• La formation continue est destinée aux salariés souhaitant se reconvertir ou développer leurs compétences dans un domaine spécifique.
Avec environ 1 900 étudiants inscrits en 2024-2025, répartis principalement entre la formation initiale et l’alternance, l’IUT affiche des résultats remarquables : plus de 85 % de ses diplômés trouvent un emploi dans les six mois suivant l’obtention de leur diplôme.